# 高津屋伊助
高津屋 伊助（こうづや いすけ 、生年不明-寛政3年1月18日 ）は江戸時代の地本問屋。

## 来歴
慶雲堂、高津と号す。室町3丁目の鰹節問屋にんべんの高津伊兵衛の分家。初代伏見屋善六の三男善蔵とされる。天明寛政期に室町3丁目で錦絵問屋を営業している。鳥居清長や勝川春潮の錦絵を出版している。享年33。

## 作品
- 鳥居清長 『六郷渡船』 大判 錦絵3枚続 天明4年頃
- 鳥居清長 『三世沢村宗十郎の頼朝と中村里好の清龍と山下万菊の政子の前』 大判 天明4年11月中村座『大商蛭小島』に取材
- 鳥居清長 『大川端夕涼』 大判 錦絵2枚続 天明5年頃
- 鳥居清長 『隅田川渡し船』 大判 錦絵3枚続 天明7年
- 鳥居清長 『浜町河岸の夕凉』
- 勝川春潮 『田圃道遊歩』 大判3枚続 天明後期
- 勝川春潮 『谷中散策』